# Α-Cyano-4-hydroxyzimtsäure
α-Cyano-4-hydroxyzimtsäure (HCCA) ist ein Derivat der Zimtsäure und zählt zu den Phenylpropanoiden.

## Verwendung
In der analytischen Chemie kommt sie neben Sinapinsäure (3,5-Dimethoxy-4-hydroxyzimtsäure)  als organische Matrixsubstanz bei der MALDI-TOF-MS (Matrix assisted laser desorption ionization time of flight mass spectrometry) zum Einsatz.